# Rukiye Sabiha Sultan
Rukiye Sabiha Sultan (1. května 1894 – 26. srpna 1971) byla osmanská princezna, nejmladší dcera sultána Mehmed VI. a jeho první ženy Emine Nazikedâ Kadınefendi. Byla manželkou prince Ömera Faruka Efendiho, který byl synem posledního sultána Abdülmecida II. (manželé tedy byli příbuznými).

## Biografie
Byla nejmladší dcerou osmanského sultána Mehmed VI. a jeho první ženy Emine Nazikedâ Kadınefendi (dcera prince Hassana Marshania a princezny Fatmy Horecan Aredba).
Princ Şehzade Ömer Faruk si ji vzal 29. dubna 1920 v paláci Yildiz. V letech 1921–1926 zplodili 3 dcery – Fatma Neslişah Sultan, Zehra Hanzade Sultan a Zehra Hanzade Sultan, Necla Hibetullah Sultan. Dne 3. března 1924 dostala celá rodina příkaz k deportaci, stejně jako zbytek rodiny Osmanské dynastie. Rodina se přestěhovala do města Nice, kde se jejich dcera Necla narodila. Po nějakém čase se rodina přestěhovala do Švýcarska, pak do Francie a nakonec do Egypta, kde se v roce 1940 jejich dcera Fatma Neslişah provdala za prince Muhammada Abdela Moneima, syna posledního chediva Abbáse II. Hilmího.
Rukiyin manžel, Ömer Faruk Efendi se s ní rozvedl v lednu 1948, když byl rezidentem v Káhiře a vrátil se zpátky do rodné země, kde si změnil příjmení na Osmanoğlu (což znamená "syn osmanů") a vzal si za ženu další princeznu z Osmanské dynastie, Mihriban Mihrişah Sultan, která byla sestřenicí Rukiye. Rukiye zemřela 26. srpna 1971 ve vile své dcery Zehry a byla pohřbena na civilním hřbitově.